# Європейська вулиця (Дніпро)
Європейська вулиця — вулиця у Половиці у Шевченківському районі міста Дніпро.
Початково перша ділянка вела від проспекту Яворницького до вулиці Глінки, що тепер виділена у Європейський бульвар; після Глінки повертає ліворуч на північ до Січеславської Набережної та річки Дніпро.
Довжина початкової вулиці з теперішнім Європейським бульваром  — 700 м; довжина від вулиці Глінки до Січеславської Набережної — 500 м.

## Історія
Вулиця є на генеральному плані Івана Старова, як існуюча вулиця Половиці. Вулиця забудовується у 1790-х роках.
Катеринославська назва: Залізна вулиця.
У 1960-х роках названа на честь Миколи Миронова (1913—1964) — секретаря Кіровоградсского обкома КП(б)У у 1951 році, начальника УКДБ по Ленінградській області у 1956—1959 роках,.
Виділення Європейського бульвару пов'язане з концепцією розвитку нового виходу пішохідним бульваром від площі Героїв Майдану на проспекті Яворницького через хмарочос «Брами» до Дніпра.

## Перехресні вулиці
- проспект Яворницького, — частина Європейського бульвару,

- Центральна вулиця, — частина Європейського бульвару,
- вулиця Королеви Єлизавети II,
- вулиця Князя Володимира Великого,
- Січеславська Набережна.

## Будівлі
- Між будівлями ЦУМу й "Пасажу" на Європейському бульварі розташована Французька карусель;
- № 5 — бізнес-центр «Будинок на Залізній»; колишня лікарня;
- № 7 — 9-поверховий ЖК «Будинок на Міронова»[4];
- № 9 — Єврейський релігійний громадський центр «Цівос Гашем», — єврейська єшива для хлопчиків; будівля кінця 19 сторіччя[4];
- № 10 — Амбулаторія № 3 Центру Первинної медико-санітарної допомоги № 2;
- № 10а — Будинок-клин у якому розміщене відділення «Технобанка»; частина комплексу «Брама»; зведено на початку 2011 року; площа 624 м²; архітектор Олександр Дольник[5];
- № 15 — будівля Державного проектного інституту «ДніпроДІПроШахт»; Дніпропетровська місцева прокуратура № 2[6];
- № 17 — Прокуратура Шевченківського району;
- № 18а — супермаркет «Сільпо»;
- № 30 — 12-поверховий АЖК «Прибережний», зведено 2002 року, 65 квартир[7].

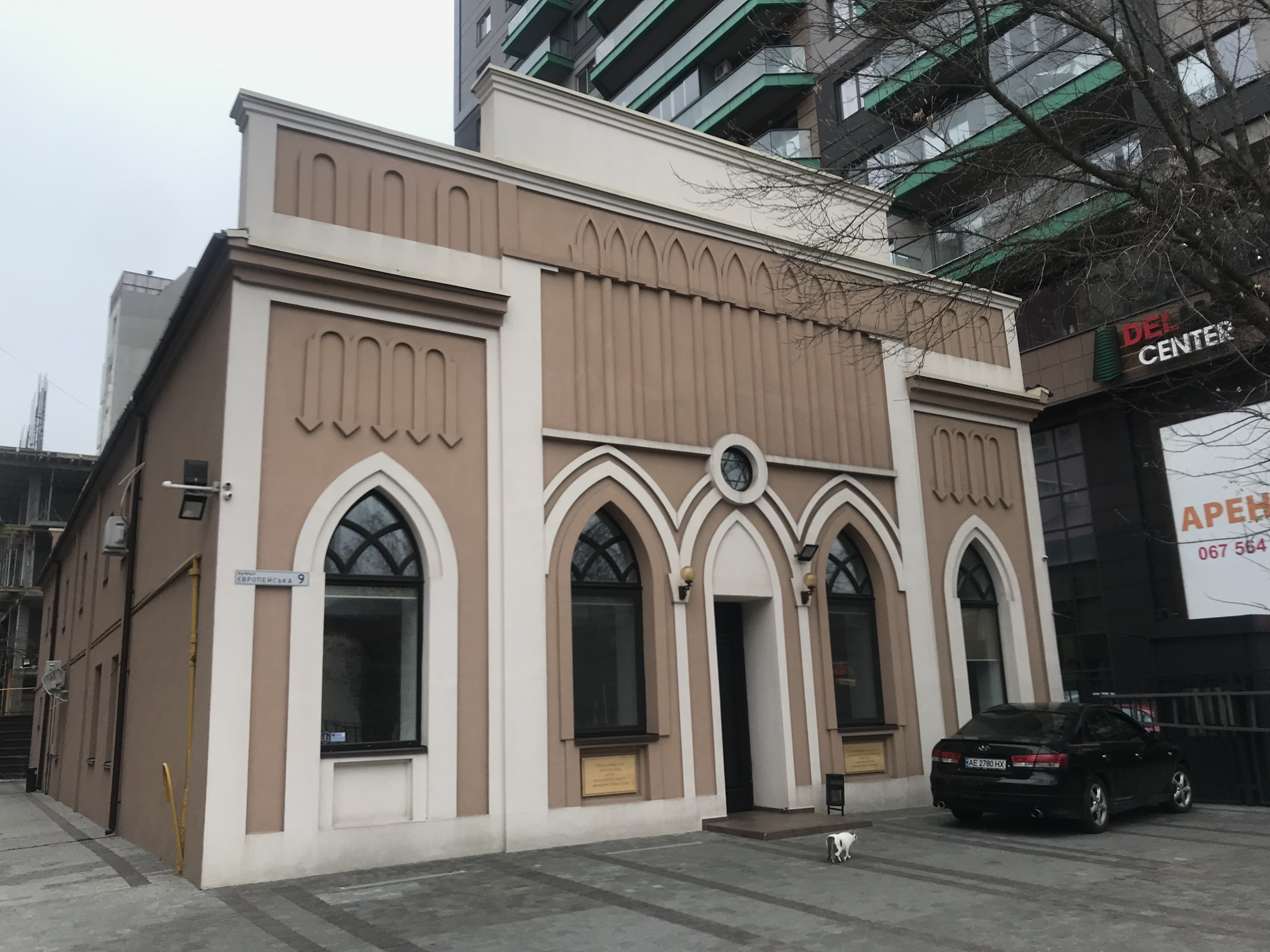
Юдейська єшива на Європейській вулиці, 9.
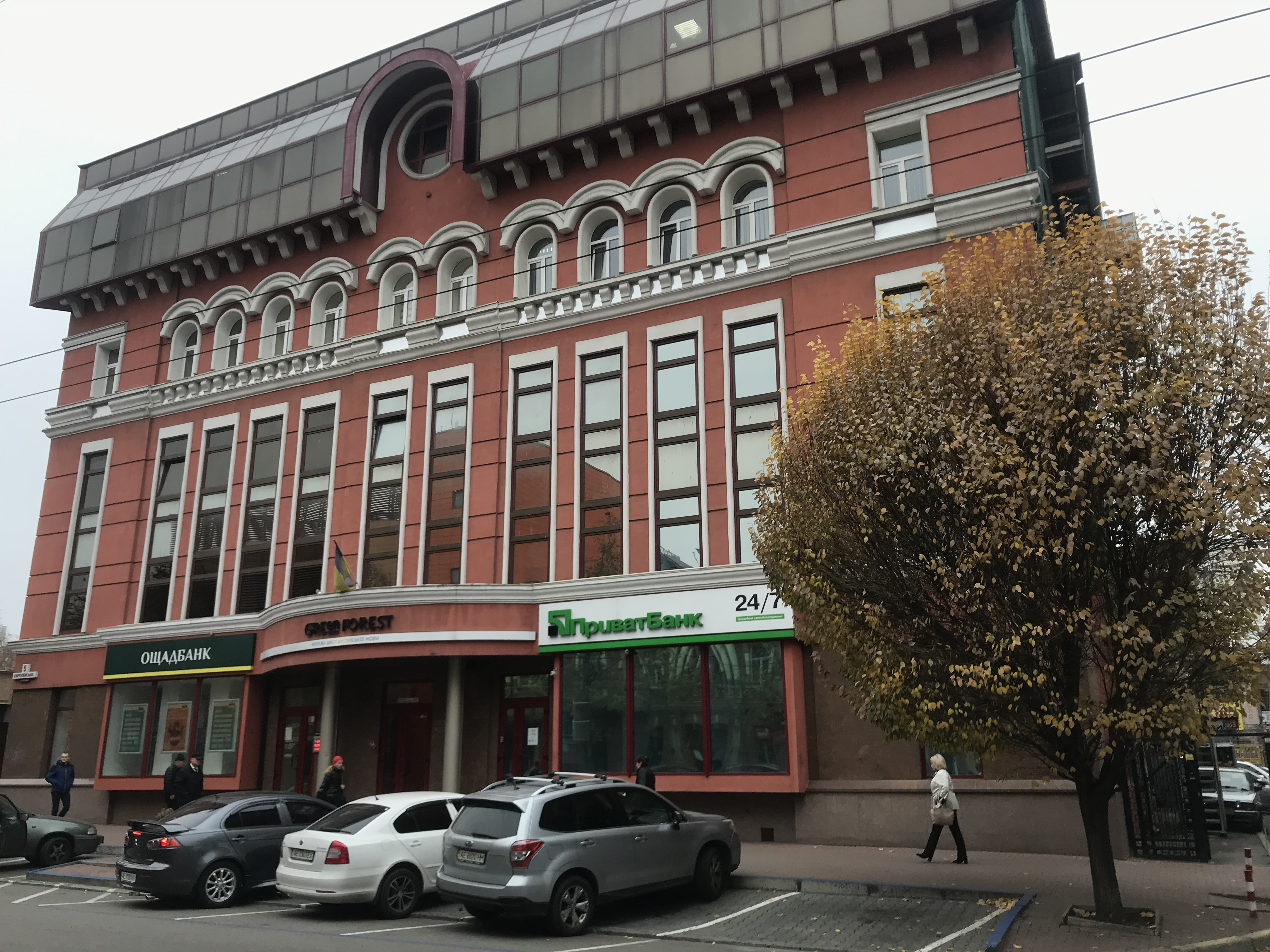
5-поверховий будинок на Європейській вулиці, 5
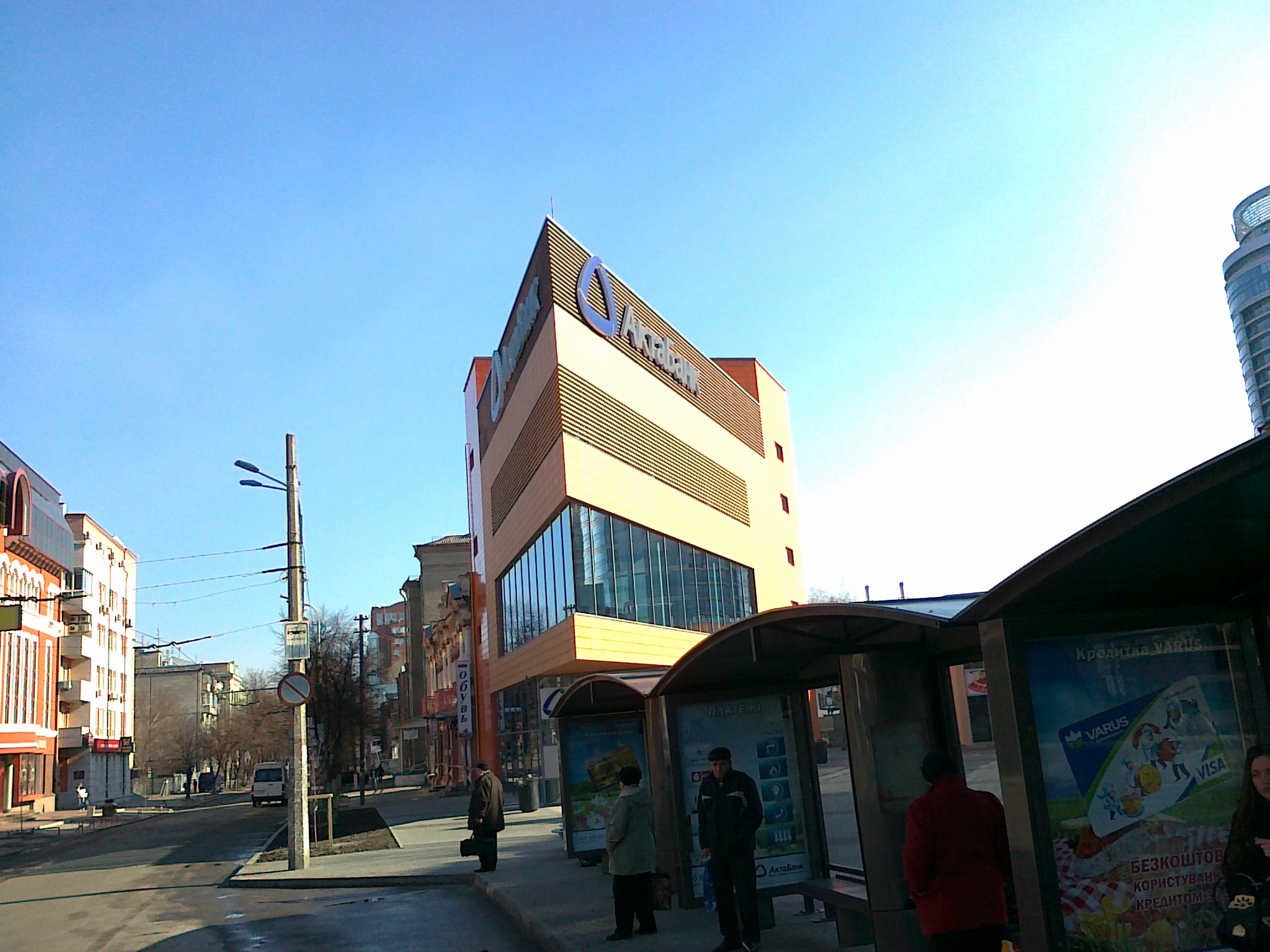
Торгівельний центр "Клин" на Європейській вулиці, 10а
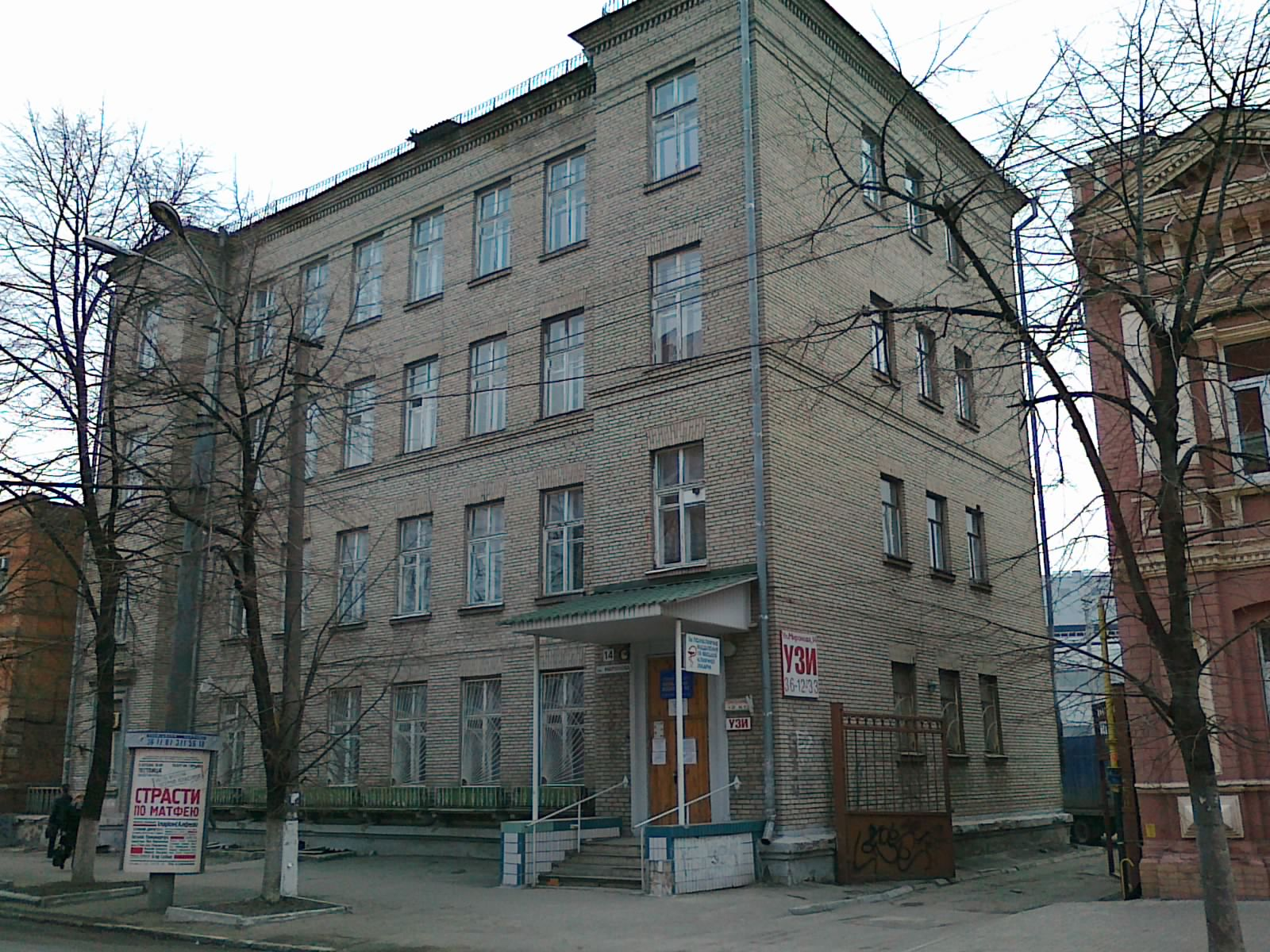
Цегляна 4-поверхова будівля 2-ї поліклініки 16-ї міської лікарні на Європейській вулиці, 14.
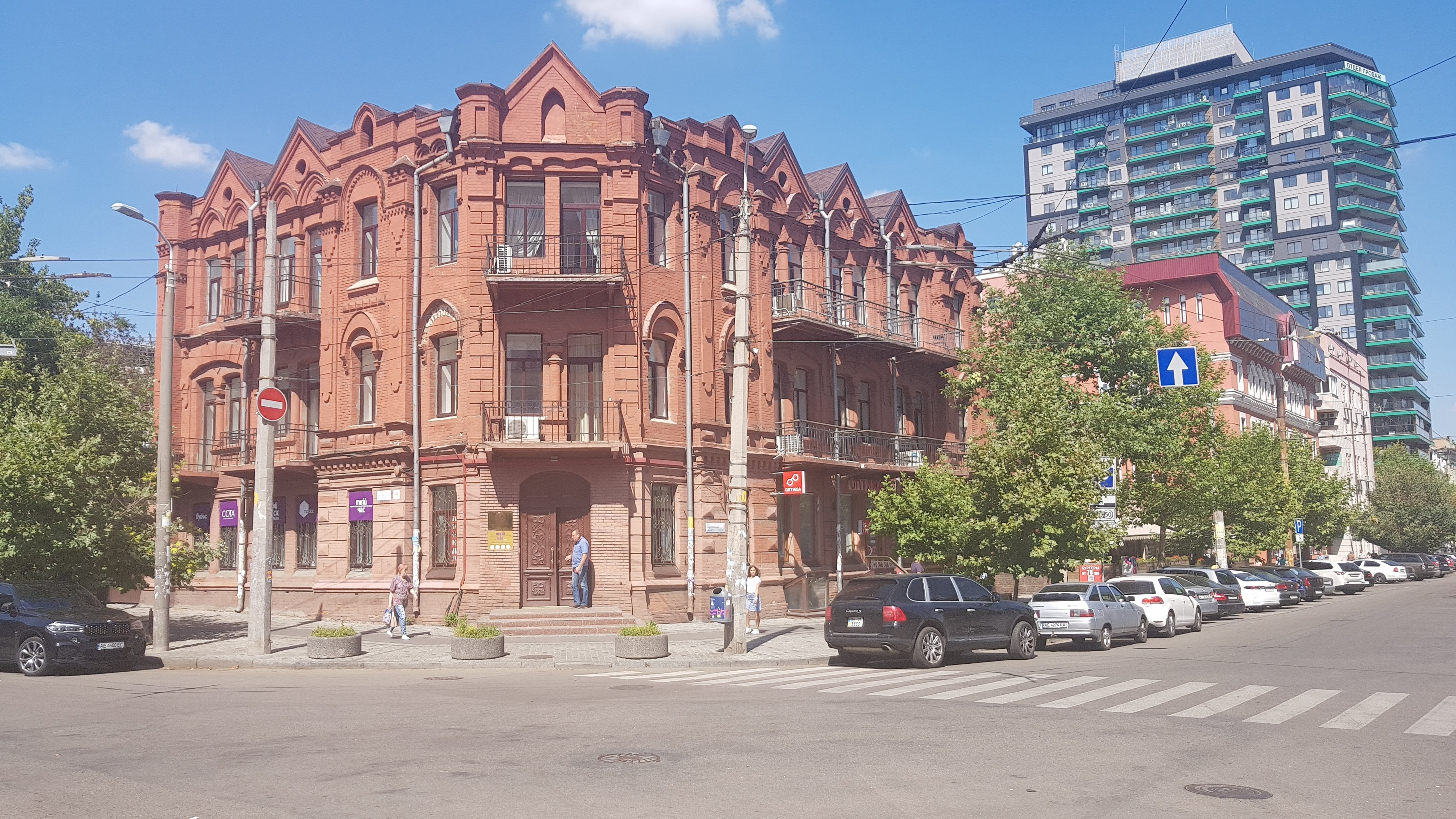
Будинок «Гранд-готель», вулиця Глінки, 16 на розі Європейської вулиці
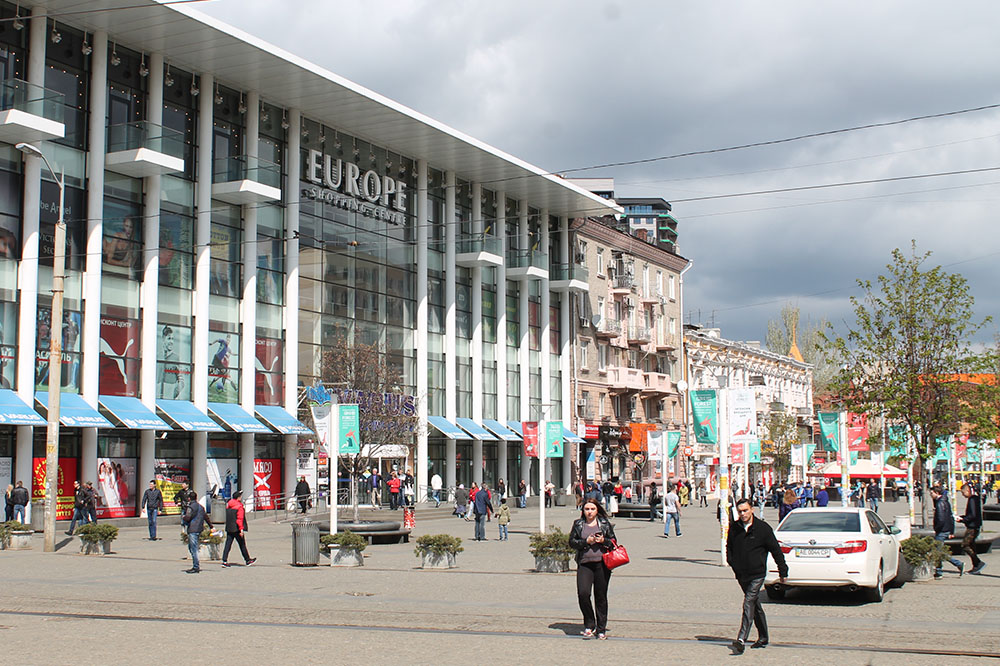
Торгівельний центр "Європа" на розі Центральної вулиці
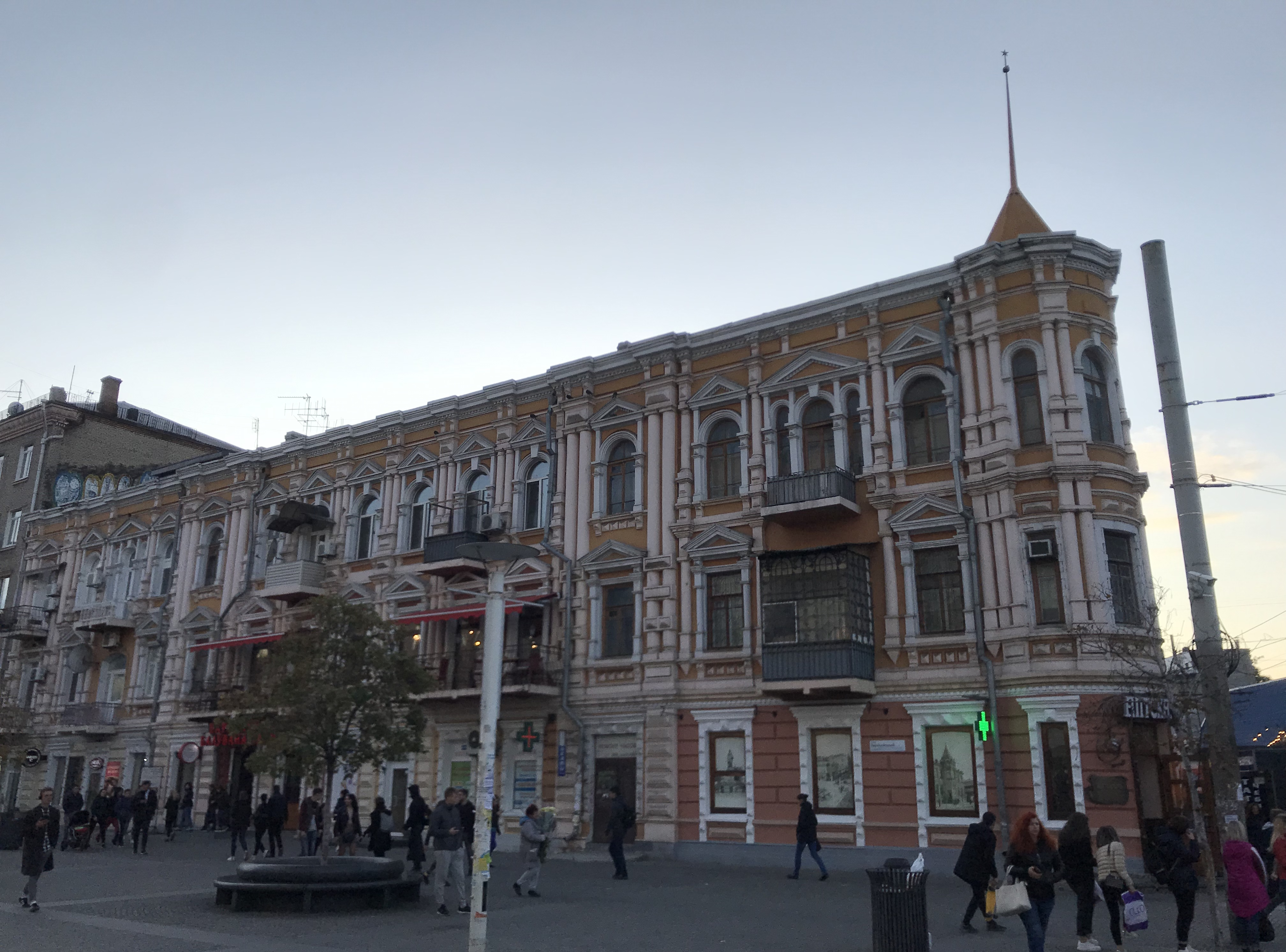
3-поверховий будинок на вулиці Глінки, 15 на розі Європейського бульвару.